# Ion Lazia
Ion Lazia (n. 5 septembrie 1954 la Sâmbăta Nouă, Tulcea) este un fost deputat român în legislatura 1990-1992 ales pe listele FSN în județul Tulcea. În legislaturile 1992-1996 și 1996-2000, Ion Lazia a fost ales pe listele PDSR. Din luna iunie 1997, Ion Lazia a devenit deputat independent iar în februarie 1998 a devenit membru PNL.  Ion Lazia a studiat la Facultatea de Planificare și Cibernetică Economică. 